# Maria Quitéria
Maria Quitéria, född 29 juli 1792 i Feira de Santana, Brasilien, död 21 augusti 1853 i Salvador, Brasilien, var en brasiliansk löjtnant och nationalhjältinna. Hon tjänstgjorde i det brasilianska frihetskriget 1822-1823 utklädd till man och har blivit en brasiliansk nationalsymbol och hjältinna. Hon utmärkte sig under sin tjänstgöring, befordrades till kadett och löjtnant och dekorerades med den kejserliga orden. Hon har kallats "Brasiliens Jeanne d'Arc".    

## Biografi
Maria Quitéria föddes i Feira Santana år 1792 som dotter till portugiser som etablerat sig i Brasilien. Hennes mor dog när hon var mycket ung, vilket gjorde att hon blev ansvarig för huset och syskonen redan som tonåring.
År 1822 började partisaner som kämpade för självständighet att resa genom Bahia på jakt efter volontärer för kampen mot Portugal.
Maria Quitéria ville vara volontär men fick inte tillstånd av sin far eller militären. Så rymde hon hemifrån, och klädde sig som en man för att bli soldaten Medeiros. På detta sätt blev hon den första kvinnliga soldaten i Brasiliens historia.
Efter två veckor som soldat upptäcktes hon av sin pappa. Men armén vägrade att låta henne åka hem, eftersom hon hade lätt att hantera vapen. Hon fick stanna i armén som en kvinna och behövde inte längre gömma sin identitet. Hon var väldigt entusiastisk, vilket hade inflytande på andra kvinnor. Hon skapade och höll befälet över en kvinnlig armé.
När Brasilien blev självständigt, erkändes Maria Quitéria som hjältinna av kejsaren D. Pedro I, med tilteln Cavaleiro da Ordem Imperial do Cruzeiro. Hennes namn blev känt under hennes tid i armén och hon uppmuntrade feministiska initiativ i Brasilien.
Trots sina prestationer blev Maria Quitéria bortglömd när hon gifte sig med en bonde och fick ett barn.